# ORTF Stereosysteem

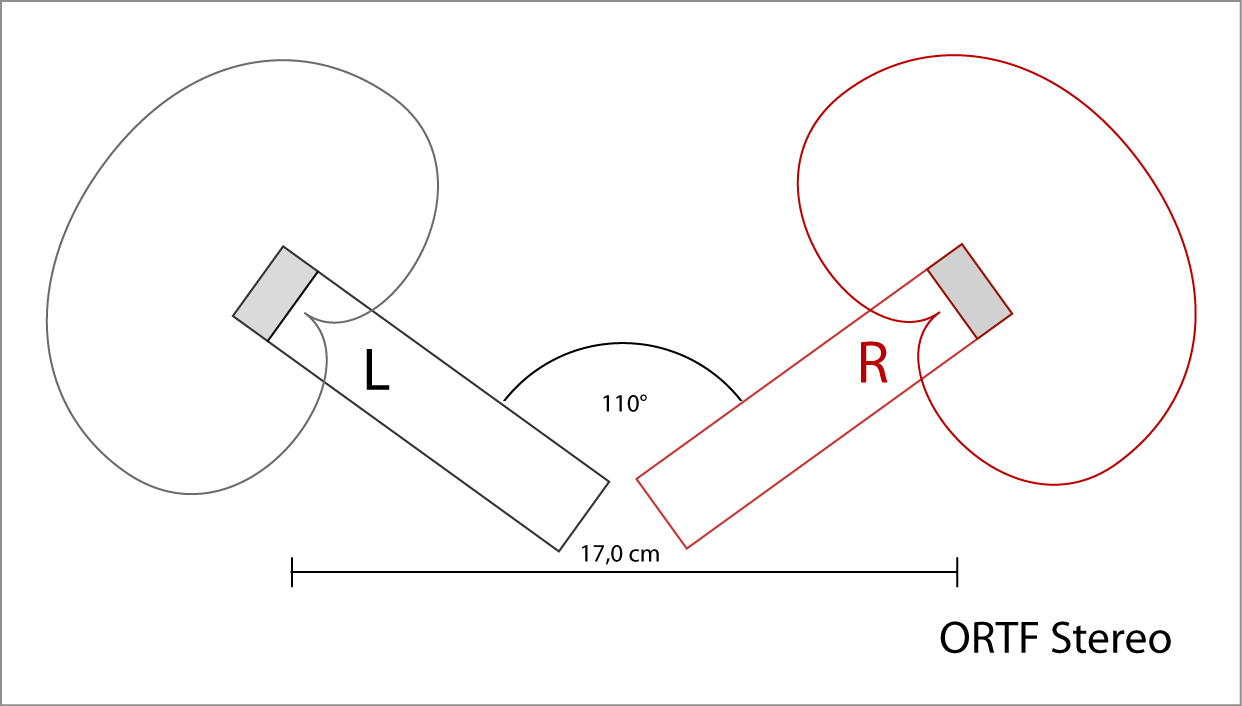
ORTF Stereosysteem

Het ORTF-Stereosysteem omvat een bijzondere microfoonopstelling voor stereofonische geluidsopnames. Dit systeem werd eind jaren 60 door geluidstechnici van het Office de Radiodiffusion Télévision Française ontwikkeld. Deze opstelling wordt sindsdien veel toegepast bij opnames van klassieke muziek, bijvoorbeeld orkesten, koren, en ensembles. De ORTF opstelling van hoofdmicrofoons kan desgewenst aangevuld worden met steunmicrofoons.
Door een serie van praktische tests ontdekten geluidstechnici van de ORTF een stereo-opstelling die een realistische verdeling van de geluidsbronnen over stereoluidsprekers verschaft, over een opnamebereik van 2x48° = 96°. De optimale opstelling van twee microfoons met niervormige richtkarakteristiek werd empirisch vastgesteld. Men vond een openingshoek van α = 2x55° = 110° naar buiten gedraaid en een microfoonbasis van a = 17 cm. Ze benadrukten daarbij, dat de afstand proefondervindelijk is bepaald en niet is afgeleid van de oorafstand.
Bij het richtingshoren werken frequentie-afhankelijke intensiteitsverschillen ∆ L en gelijkmatige looptijdverschillen ∆ t samen. Het gehoor is in staat zich te concentreren op het eerst aankomende geluid, aangezien reflecties en nagalm valse informatie geven over de geluidsbron. Daardoor is de overspraak van luidsprekers op het afgewende oor niet direct verstorend. De ORTF opnametechniek wordt gemengde stereofonie of equivalentstereofonie genoemd. Hiermee wordt gelijktijdig de intensiteitsstereofonie en de looptijdstereofonie gebruikt, in tegenstelling tot oudere technieken die slechts een van beide effecten gebruiken.
Gebruikelijkerwijze wordt dit microfoonsysteem door de geluidstechicus uit twee enkele microfoons samengesteld. Grootmembraan-microfoons zijn minder geschikt, omdat hun karakteristieken aan de zijkant te grillig zijn.

Het is raadzaam om zelf met de beide parameters - hoek α en afstand a te experimenteren om ze aan te passen aan de plaatselijke situatie en de eigenschappen van de gebruikte microfoons.